# Uttis
Uttis (finska: Utti) är en tätort (finska: taajama) i Kouvola stad (kommun) i landskapet Kymmenedalen i Finland. Fram till 2009 låg Uttis i Valkeala kommun. Vid tätortsavgränsningen den 31 december 2021 hade Uttis 393 invånare och omfattade en landareal av 2,52 kvadratkilometer.
Vid orten ligger Uttis flygplats. I Uttis finns även Uttis jägarregemente samt den finländska arméns flyg stationerat.